# Georg Vette
Georg Vette (* 30. Oktober 1645 in Graudenz; † 11. Juni 1704 in Hermannstadt/Siebenbürgen) war ein Siebenbürger Apotheker.

## Leben
Vette erlernte die Apothekerkunst in Thorn. Er arbeitete anschließend in Fraustadt und Danzig. 1672 wurde er als leitender Stadtapotheker nach Hermannstadt in Siebenbürgen berufen. Er publizierte drei Beobachtungen in den „Ephemerides“ der Leopoldina, wobei die ersten beiden Beobachtungen unter dem Namen von Heinrich Vollgnad veröffentlicht wurden. Mit diesem stand Johann Georg Vette in Briefkontakt. Vette sprach in der ersten Publikation von Drachen, die in Siebenbürgen beheimatet waren. Es findet sich auch eine Zeichnung, die vermutlich den Schädel eines Höhlenbären darstellt. In der zweiten Publikation, die Vette am 2. Juli 1673 an Vollgnad schickte, schrieb Vette, dass er eine sprudelnde Quelle vier Meilen von Hermannstadt entfernt gefunden habe. Diese Quelle mit sprudelndem Wasser befand sich am Fuße eines Weinbergs. Sie enthalte viele Gasblasen, lasse sich entzünden und brenne anschließend mit einer drei Fuß hohen Flamme. Das Wasser erwärme sich dabei aber nicht und habe Salzgeschmack. Vollgnad interpretierte dieses Phänomen mit dem Vorhandensein von unterirdischen Dünsten („halitus subterraneos“). In der dritten Abhandlung Vettes ging es um missgebildete Pflanzen, so genannte Hahnenkammformen.

## Leistung
- Entdecker der Methangasvorkommen in Siebenbürgen

## Publikationen in den „Ephemeriden“
- Observatio 170 de Deaconibus carpathicis et transsylvanicis, eorum dentibus, 1675.
- Observatio 171 de aquis ardentibus Transsylvaniae, und zwar in der Decur. I A IV und V, 1675.
- Observatio 239: Rariora quadem naturae sive de Luxuriantibus quibusdam Transsylvaniae plantis: Mastago puta fasciato; Primula vers fasciate et Ranunculo fasciato, im 6. Jahrgang.